# Weyauwega
Weyauwega és una població dels Estats Units a l'estat de Wisconsin. Segons el cens del 2000 tenia 1.806 habitants.

## Demografia
Segons el cens del 2000, Weyauwega tenia 1.806 habitants, 720 habitatges, i 460 famílies. La densitat de població era de 464,9 habitants per km².
Dels 720 habitatges en un 31,4% hi vivien nens de menys de 18 anys, en un 50,4% hi vivien parelles casades, en un 9,7% dones solteres, i en un 36% no eren unitats familiars. En el 29,6% dels habitatges hi vivien persones soles el 13,6% de les quals corresponia a persones de 65 anys o més que vivien soles. El nombre mitjà de persones vivint en cada habitatge era de 2,39 i el nombre mitjà de persones que vivien en cada família era de 2,98.
Per edats la població es repartia de la següent manera: un 25,3% tenia menys de 18 anys, un 7,6% entre 18 i 24, un 29% entre 25 i 44, un 18,9% de 45 a 60 i un 19,2% 65 anys o més.
L'edat mediana era de 37 anys. Per cada 100 dones de 18 o més anys hi havia 87,6 homes.
La renda mediana per habitatge era de 34.556 $ i la renda mediana per família de 42.067 $. Els homes tenien una renda mediana de 32.073 $ mentre que les dones 22.609 $. La renda per capita de la població era de 16.755 $. Aproximadament el 3,8% de les famílies i el 6,5% de la població estaven per davall del llindar de pobresa.

## Poblacions més properes
El següent diagrama mostra les poblacions més properes.